# Erdinger Weissbier
Erdinger Weissbier (Weißbräu in lingua tedesca) è una birra tedesca di stile weiss (ovvero di frumento), prodotta in diverse varianti dalla birreria Privatbrauerei Erdinger Weißbräu Werner Brombach GmbH (meglio conosciuta come Erdinger Weißbräu) situata nella città dell'Alta Baviera di Erding, e poi in seguito esportata in tutto il mondo.
È caratterizzata da un sapore fresco e frizzante, e da una schiuma abbondante tipica del genere, soprattutto se gustata nel apposito bicchiere, denominato Weizenebecher.

## Caratteristiche
Questa inconfondibile birra tedesca presenta un aroma deciso con un retrogusto fruttato e speziato, in cui sono ben identificabili i sapori freschi  del frumento e dell'orzo; dall'esterno, è riconoscibile per l'intenso color paglierino intorbidito dai lieviti in sospensione, e soprattutto dalla soffice e sempre abbondante schiuma che è presente alla cima del calice.
La Erdinger ha una gradazione alcolica di 5,3% in volume e deve essere servita a 8° nel tipico bicchiere Weizenebecher in grado di raccogliere all'estremità la schiuma prodotta durante la spillatura.

## Varianti
La birra Erdinger è attualmente disponibile in 9 varianti, di cui solo la Weißbier, la Kristallklar, la Dunkel e la Pikantus sono disponibili in Italia:
- Weißbier - La classica Erdinger, circa 13,5 Gradi Plato, alcol 5,3% vol.
- Dunkel - Birra scura, 5,6% vol.
- Kristallklar - Una variante filtrata della Erdinger, 5,3% vol.
- Pikantus - Un'altra birra scura ad alto tasso alcolico, 7,3% vol.
- Leicht - La versione leggera della Erdinger, 2,9% vol.
- Schneeweiße - Una birra stagionale prodotta tra novembre e febbraio, 5,6% vol.
- Champ - Una birra chiara distribuita in bottiglia in tutto il mondo, 4,7% vol.
- Alkoholfrei - La Erdinger analcolica, 0,4% vol.
- Festbier - Una birra stagionale prodotta in occasione dell'Herbstfest di Erding in autunno
- Urweisse - Chiara, corpo leggero, con retrogusto appena dolce/speziato, 5.2% vol.

## La birreria
La birreria Privatbrauerei Erdinger Weißbräu Werner Brombach GmbH (meglio conosciuta come Erdinger Weißbräu) di Erding, cittadina bavarese a nord-est di Monaco, è stata fondata nel 1886 con il nome di Weisses Brauhaus. L'attuale denominazione le è stata data da Franz Brombach, che ne è divenuto proprietario nel 1935.
Erdinger Weissbräu è oggi la più importante fabbrica di birre di frumento in Germania e nel mondo, con una produzione che supera abbondantemente il milione di ettolitri. Grazie al mantenimento della tecnica tradizionale della doppia fermentazione, che prevede l'eliminazione dei lieviti esauriti dopo l'alta fermentazione in tino e l'aggiunta di lieviti freschi nella bottiglia, viene prolungata la freschezza della birra e si conservano tutte le sue caratteristiche organolettiche tipiche delle weiss.